# Резолюция Совета Безопасности ООН 138
Резолюция Совета Безопасности ООН 138 — резолюция, принятая государствами-членами Совета Безопасности ООН 23 июня 1960 года в связи с жалобой Аргентины на Израиль, поступившей в связи с похищением Эйхмана. Представители Аргентины заявили, что данный инцидент представляет собой нарушение суверенитета их страны. Совет постановил, что такие действия, совершенные повторно, могут поставить под угрозу международный мир и безопасность и требовал, чтобы Израиль выплатил соответствующую компенсацию в соответствии с Уставом Организации Объединенных Наций и нормам международного права. Израиль выразил мнение, что этот вопрос выходит за рамки компетенции Совета и вместо этого должен быть решён с помощью прямых двусторонних переговоров.
Резолюция была принята 8 голосами за, при двух воздержавшихся. Воздержались СССР и Польская Народная Республика. Представитель Аргентины присутствовал при голосовании как член совета, но в нём не участвовал.

## Голосование
| За (8)                                                                                      | Воздержались (2) | Против (0) |
| ------------------------------------------------------------------------------------------- | ---------------- | ---------- |
| - Великобритания - Китайская Республика - США - Франция - Италия - Тунис - Цейлон - Эквадор | - СССР - Польша  |            |

 * жирным выделены постоянные члены Совета Безопасности ООН